# Marcel Khill
 (décembre 2020).
Si vous disposez d'ouvrages ou d'articles de référence ou si vous connaissez des sites web de qualité traitant du thème abordé ici, merci de compléter l'article en donnant les références utiles à sa vérifiabilité et en les liant à la section « Notes et références ».
Marcel Khill, né le 6 mars 1912 à Meulan et mort le 18 juin 1940 à Réchicourt-le-Château, a été le compagnon de Jean Cocteau.

## Biographie
Marcel Khill passe sa jeunesse près de Paris.
En 1932, il rencontre Jean Cocteau dont il devient le compagnon pour plusieurs années.
En 1934, il crée le rôle du messager de Corinthe dans la pièce de Cocteau La Machine infernale. En 1936, il est à l'initiative du tour du monde en 80 jours qu'ils effectuent tous les deux et qui est relaté par Cocteau dans Mon Premier Voyage ; Khill y paraît sous le nom de Passepartout.
En 1938, il fait la connaissance de la jeune dessinatrice Denyse de Bravura avec laquelle il se fiance.
Lors de la déclaration de guerre en septembre 1939, il est mobilisé et envoyé sur le front d'Alsace. Il y obtient une croix de guerre. Alors qu'un problème technique empêche la transmission de l'annonce de l'armistice, il est tué sur le front le 18 juin 1940.